# Distrito Lagunillas
El Distrito Lagunillas era la entidad territorial del estado Zulia, en Venezuela, que precedió a los actuales municipios Lagunillas y Valmore Rodríguez.

## Ubicación
Limitaba al norte con el distrito Bolívar (actuales municipios Santa Rita, Cabimas y Simón Bolívar) en el río Tamare, al sur con el distrito Baralt (actual municipio Baralt) en el río Machango, al este con los estados Falcón y Lara en las serranías de Ziruma y el Empalado y al oeste con el lago de Maracaibo.

## Historia
El distrito Lagunillas fue creado en 1978, anteriormente era parte del distrito Bolívar con los actuales municipios Santa Rita, Cabimas y Simón Bolívar.La administración del distrito ya formado pero sin autoridades elegidas fue dada a una junta administradora integrada por Laura de Gil - presidente (AD), Jorge Díaz - vicepresidente(AD), Alirio Figueroa Independiente, Luis Morales (AD), Pedro Fermín (MEP) y Raúl Villarroel (MEP) Secretario. En diciembre de ese mismo año es elegido el primer concejo municipal, siendo presidente Alirio Figueroa. 
En 1989 pasa a ser municipio Lagunillas.
Durante su existencia el distrito contó con 2 parroquias: Lagunillas y Valmore Rodríguez (los actuales municipios del mismo nombre). La parroquia Lagunillas fue creada en 1927 como división del distrito Bolívar, ocupando los pueblos de Lagunillas de agua y Tasajeras.
El 19 de enero de 1937, el presidente Eleazar López Contreras decreta la fundación de Ciudad Ojeda como un núcleo para albergar los habitantes de la población de Lagunillas de Agua. El nombre es un homenaje al descubridor del Lago de Maracaibo, Alonso de Ojeda. Cumplió ya setenta años de fundada. La mayoría de sus habitantes son producto de la inmigración de europeos (italianos, portugueses y en la actualidad por una gran comunidad de sirios, iraquíes, además de chinos).
La construcción de la ciudad se inicia en el mes de julio y participan en la tarea el Gobierno venezolano y las compañías petroleras. La primera etapa concluye el 9 de julio de 1939, sin embargo, los pobladores fijaron como fecha de fundación el 13 de diciembre, día de Santa Lucía que además es la santa patrona de la ciudad. Y el templo principal dedicado a la santa se encuentra ubicado en la plaza Bolívar de la ciudad, donde además se aglomera la mayoría del comercio de la zona.
La parroquia Valmore Rodríguez fue creada en 1965 como división del Distrito Bolívar, siendo su capital la población de Bachaquero.

## Geografía
El distrito Bolívar estaba conformado entre 1978 y 1989 por los actuales municipios Lagunillas y Valmore Rodríguez.
Estaba constituido por una zona de llanuras bajas y lagunas naturales que bajan de las serranías de Ziruma y el Empalado, zona conocida como Lagunillas, en los años 30 la Royal Dutch Shell comenzó la construcción del muro para ganarle tierra al Lago de Maracaibo, secando las lagunas naturales, e iniciando la construcción de los campos de Lagunillas de Tierra.
La llanuras tienen bosques tropicales secos que fueron profundamente intervenidos durante la existencia del distrito para convertirlos en campos de cultivo y tierras de pastoreo.
Los terrenos son de edad reciente con algunos afloramientos del Eoceno hacia el este, la exploración petrolera en los años 20’s y 30’s descubrió el Campo Costanero Bolívar, uno de los campos más grandes de Venezuela, llamado así por el distrito de ese nombre y que en el Distrito Lagunillas estaba compuesto por los campos actuales: Lagunillas Tierra, Bachaquero Tierra, y los de Lago: Franja del Kilómetro, Lagunillas Lago y Bachaquero Lago. 
El potencial de dicho campo fue descubierto en 1922 con el reventón del pozo Barroso 2 (R4) en Cabimas.
La literatura geológica de la época está referida como distrito Bolívar o Campo Costanero Bolívar.
Posteriormente se creó el Distrito Lagunillas como división operacional de PDVSA incluyendo los campos Bachaquero Lago, Lagocinco, Lagotreco, Centro Lago, y en ese entonces Barúa y Motatán. El Distrito Operacional Lagunillas se creó en tiempos de Maraven y Lagoven, siendo los campos de Tierra de Maraven y los de Lago de Lagoven.

## Parroquias
El distrito Lagunillas (en rojo) estaba dividido en las parroquias Lagunillas y Valmore Rodríguez, separadas en la imagen por una línea blanca, y que constituyen los municipios actuales del mismo nombre.

## Actividad económica
Originalmente la pesca era la principal actividad económica en los puertos de Lagunilas y Tasajeras. Además del beneficio de reses que le dio nombre a la localidad de Tasajeras.
Con el descubrimiento de petróleo en , llegaron numerosos inmigrantes del extranjero y de otros lugares del país convirtiendo los pueblos pesqueros en campos petroleros creándose, Lagunillas, Bachaquero y Ciudad Ojeda, lo que también aumentó en gran número la población de unos pocos cientos a decenas de miles.
Al principio la explotación petrolera se hacía en desorden, con bosques de taladros de madera en el lago conectados por rampas, con trenes de transporte de materiales, numerosos patios de tanques (Tasajeras, Campo Mío, Zulima, Bachaquero), siendo más grandes que en la actualidad. Con muchos más pozos, estaciones de flujo, plantas y oleoductos que dieron forma y nombre a los pueblos y sectores.
Con la intervención de los bosques las llanuras fueron convertidas en terrenos de cultivo y tierras de pastoreo para ganado vacuno, con lo que la actividad agropecuaria pasó a ser importante.

## Política
El Distrito Lagunillas era gobernado desde su fundación por un Prefecto y un Consejo Municipal, los cuales eran elegidos por el gobierno de turno, miembros del partido gobernante o partidos aliados, así hubo prefectos y concejales de AD y el MEP. 
El Consejo municipal estaba constituido igualmente por funcionarios representando el gobierno de turno, podían ser de un partido o una alianza de partidos como los nombrados anteriormente.
Las funciones del distrito eran más limitadas que las de las alcaldías actuales e incluían:
- Catastro
- Impuestos municipales comerciales
- Emisión de timbres fiscales
- Ornato
- Registro Civil

El distrito también ejercía funciones de educación como Distrito Escolar Lagunillas bajo el Ministerio de Educación, y a su vez organizaba eventos deportivos como juegos inter escuelas o inter distritos, en el estadio 5 de Julio de Lagunillas.
Funciones como vialidad, servicios, vivienda quedaban bajo la potestad exclusiva del ejecutivo nacional de turno, por medio de organismos como el Ministerio de Transporte y Comunicaciones, Gas del Distrito Bolívar Compañía Anónima (GASDIBOCA), Cadafe (la compañía eléctrica), El Instituto Municipal del Aseo Urbano (IMAU), El Instituto Nacional de Obras Sanitarias (INOS), El Ministerio de la Salud, el Ministerio de Educación (ME), el Instituto Nacional de la Vivienda (INAVI).
El centralismo ocasionaba el retraso de las obras, la mala planificación (sin conocer realmente la zona con proyectos hechos en Caracas) y el abandono, para lo que el distrito era impotente.

## Disolución
La reforma de la constitución de Venezuela de 1961 realizada en 1989 conocida como Reforma del estado, tenía como objetivo reordenar el espacio geográfico creando la figura de los municipios, democratizar y descentralizar la administración pública creando gobernadores, alcaldes y concejales electos por el pueblo. Con tal motivo se realizó un estudio donde se dividieron algunos distritos y el Distrito Lagunillas se dividió en Municipio Lagunillas y Municipio Valmore Rodríguez, los cuales a su vez tendrían más parroquias, cada uno tendría un alcalde electo y concejales electos por cada parroquia.
Además las alcaldías tendrían personalidad propia y no serían solo divisiones administrativas, con el derecho a establecer sus propios símbolos, y con mayor autonomía para decretar ordenanzas.
También se buscaba la descentralización pasando los servicios a compañías privadas regionales, o locales con lo cual Cadafe pasó a ser ENELCO (Energía Eléctrica de la Costa Oriental), Gasdiboca se dividió en filiales, el Imau en filiales, el INOS pasó a ser Hidrolago.
Los alcaldes también tendrían un presupuesto y mayores facultades que los prefectos, con responsabilidades en seguridad, servicios, vialidad, transporte y vivienda.

## Legado
El nombre del distrito Lagunillas, así como organismos y elementos geográficos relacionados perdura en diferentes formas:
- Distrito Operacional Lagunillas de PDVSA, conformado por los actuales campos petroleros: Bachaquero Lago, Lagocinco, Lagotreco, Centro Lago. En el 2008 fue disuelto el Dtto Lagunillas y ahora sus campos forman parte de los Dttos Tierra y Lago.

- El Municipio Lagunillas, tomó su nombre del distrito